# València d'Àneu
|  | Aquest article és sobre el poble d'aquest nom. Per a l'antic municipi, vegeu València d'Àneu (antic municipi). |

València d'Àneu és un poble del terme municipal d'Alt Àneu, a la comarca del Pallars Sobirà. És la seu del seu ajuntament. Fins al 1972 tenia municipi propi.
Està situat en una plana a la dreta del riu de la Bonaigua, a 1.076 metres d'altitud.
El poble vell no era a l'emplaçament que ocupa actualment, sinó al seu est-sud-est, en el coster que culmina en el Castell de València d'Àneu. Queden algunes restes d'aquell poble vell, entre les quals l'església, actual capella de Sant Cosme.
A dins del nucli de població actual, els edificis més destacats són, entre els antics, la Casa de la Senyora i l'església parroquial de Sant Andreu.

## Etimologia
Segons Joan Coromines,
el nom d'aquesta població prové del nom propi València, o Valença, nom de diverses comtesses de Pallars. La primera, a la qual podria estar dedicada la població, és la Valença de Tost filla i hereva d'Arnau Mir de Tost, qui es va casar amb el comte Ramon V de Pallars Jussà.

## El poble de València d'Àneu

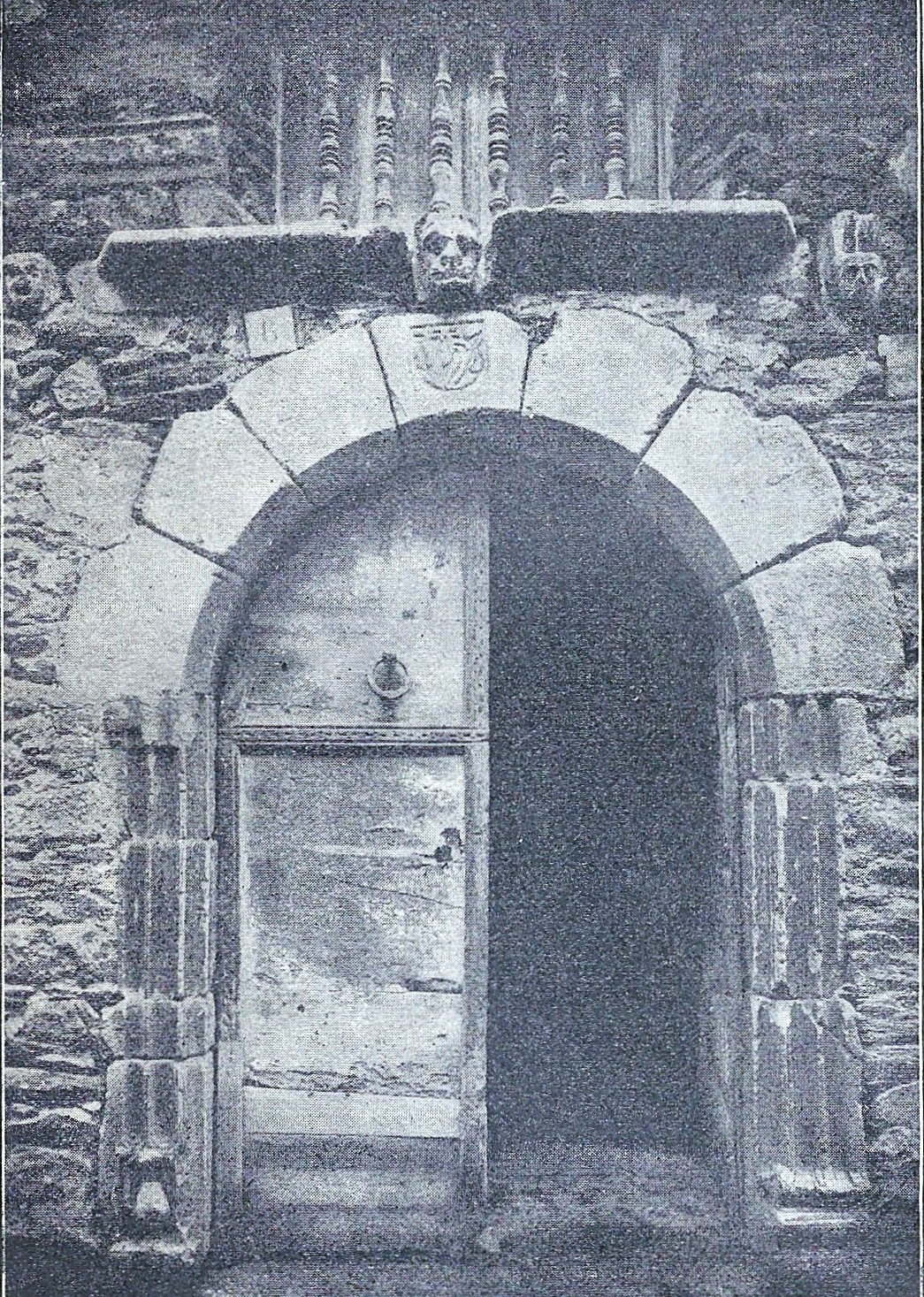
Casa de la Senyora, a València d'Àneu

El poble actual de València d'Àneu ocupa un suau coster que davalla d'est-sud-est a oest-nord-oest, amb el poble travessat pel mig per la carretera C-28: l'església de Sant Andreu és al nord de la carretera, mentre que la major part del poble, i la Casa de la Vila d'Alt Àneu són al sud, sud-oest.
El poble antic estava organitzat en un carrer central, el Carrer Major, amb la Plaça de la Roca a l'extrem sud-est, la Placeta del Racó en el terç superior, i la Plaça de les Bitlles cap a la meitat. La resta de carrers són carrers estrets, de curt recorregut, si no carrerons: al sud-oest del carrer major, el carrer del Vedat i el Carrer Vell, i al nord-est, el carrer de Rosa Isabel i una part del carrer del Pou. Travessen en la direcció sud-oest a nord-est uns quants carrerons que, amb els primers teixeixen una malla urbana de clara disposició antiga: carrer del Reg, una altra part del carrer del Pou, carrer del Mig, carrer de les Bordetes, passatge del Mig i carrer de la Senyora.
Fora d'aquest nucli vell es troben els carrers sorgits a la segona meitat del segle xx, en els entorns de l'església parroquial i en els espais entre els revolts del traçat de la carretera general: carrer de les Cometes, carrer de Caterina Albert, carrer de la Mata, carrer del Port, carrer del Salt, carrer de l'Església, carrer del Venter, carrer de l'Hortal, carrer de Sant Andreu, carrer dels Horts, carrer del Castell, carrer de Sant Cosme i l'Avinguda del Port de la Bonaigua, que és la carretera C-28.

### Les cases del poble[2]
| - Casa Andreu - Casa Antiquera - Casa Bonifont - Casa Cabaler - Casa Cabrot - Casa Campaner - Casa Cisco - Casa Cisquet de Felip - Casa Civit | - Casa Cortina - Casa Cremat - Casa Felip - Casa Feliça - Casa Fransua - Casa Godoví - Casa Graciona - Casa Janroi - Casa Jaume | - Casa Manresa - Casa Mascarda - Casa Metó - Casa Morera - Casa Nanroi - Casa Pere - Casa Platus - Casa Ponet - Casa Portal | - Casa Portella - Casa Pubilla - Casa Quica - La Rectoria - Casa Rossell - Casa Sala - Casa de la Senyora - Casa Serraire | - Casa Teia - Casa Teixidor - Casa Ton d'Iguan - Casa Ton d'Iguan fill - Casa Tònio Morell - Casa Tornamorell - Casa Trainera - Casa Vinyau |

## Història

### Època medieval
L'esment més antic de la vila de València d'Àneu és de 1281, quan el comte Arnau Roger I de Pallars Sobirà li reconegué a Pere II el Gran el domini sobre diversos llocs del Pallars. Al segle xiii, el castell era una fortificació molt important per a controlar l'accés a la vall d'Aran i a terres occitanes pel Port de la Bonaigua. Fou el darrer baluard de l'enfrontament -originat a la guerra civil catalana- entre el comte Hug Roger III i el comte de Cardona Joan Ramon Folc IV en representació del rei Ferran el Catòlic, que finà amb la fugida del comte de Pallars al Regne de França el 1488 i la rendició del castell defensat fins al 29 de juny del 1491 per la seva dona, Caterina Albert.
València d'Àneu estigué lligada sempre, el llarg de l'edat mitjana als comtes de Pallars i, més tard, ja a l'edat moderna (fins a l'extinció dels senyorius, ja entrat el segle XIX), al Marquesat de Pallars.

### Època moderna
En el fogatge del 1553, València d'Àneu (Valentia) declara 8 focs laics i 2 d'eclesiàstics (uns 50 habitants).
Aquest lloc estratègic, va ser ocupat pels francesos el 1794, durant les guerres carlines el 1836 i va ser lloc de refugi dels maquis després de la Guerra Civil espanyola.
En època medieval el poble estava situat a l'entorn del castell i al segle xviii baixà al pla per establir-se en el seu emplaçament actual.

### Edat contemporània

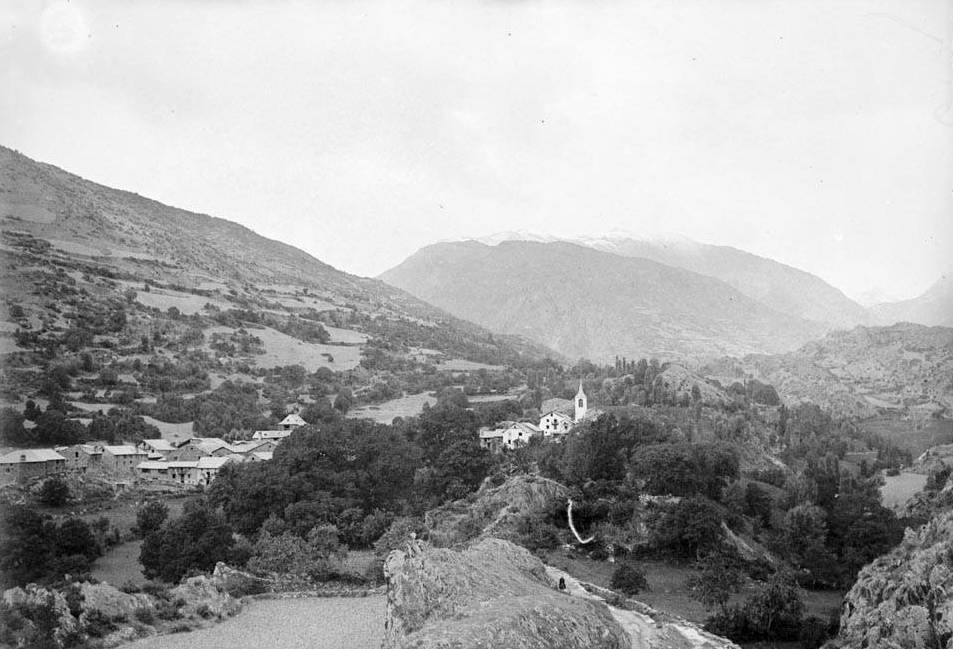
València d'Àneu el 1906

Pascual Madoz dedica un article del seu Diccionario geográfico... a Valencia de Aneo. Hi diu que és una localitat amb ajuntament situada en un petit pla de la Vall d'Àneu. Hi regnen els vents del nord, est i sud, i el clima és fred i propens a pulmonies i reumes. Tenia en aquell moment 33 cases, una mala font i l'església parroquial de Sant Andreu, servida per un rector ordinari i tres beneficiats. Hi havia moltes fonts d'aigua forta. Les terres són muntanyoses, fluixes i pedregoses, i a les muntanyes de ponent hi ha bons pins i avets. S'hi collia blat, sègol, ordi, fenc, pastures, patates, nous, peres i pomes d'hivern. S'hi criava bestiar de tota mena, i hi havia caça de llebres, perdius, conills, isards, galls fers i alguns ossos. S'hi pescaven truites. Comptava amb 20 veïns (caps de casa) i 153 ànimes (habitants).
Esmenta que a cinc minuts a l'est del poble hi ha el castell de València, amb les restes del poble vell, que feia uns 50 anys que estava abandonat. També esmenta un important fet d'armes que va tenir lloc a València d'Àneu a la Primera Guerra Carlina, en la qual va intervenir Madoz mateix. Pascual Madoz estava al davant de les tropes liberals que defensaven el Pallars, des del Port de la Bonaigua a Tremp, i va rebre del general Mina l'encàrrec de fortificar més bé el castell de València d'Àneu. Els liberals hi enviaren, per la Bonaigua, 450 homes per reforçar les obres, i en assabentar-se'n els carlins, van iniciar un atac al poble sota les ordres del dirigent Cames crues. El poble va resultar incendiat completament. El combat fou molt intens al voltant de l'església parroquial, i Madoz fou ferit i hi moriren diversos oficials i soldats més, així com una cinquantena de carlins. Madoz fou donat inicialment per mort, però es va refer de les ferides i va tornar a l'exèrcit.
Segons Ceferí Rocafort, el poble tenia vers 1918 46 edificis, amb una població de 117 habitants de fet i 146 de dret.
València d'Àneu fou un municipi independent fins al 1970, en què juntament amb Isil, Son i Sorpe, formà el nou municipi d'Alt Àneu. L'ajuntament té la seu en aquesta població.

## Patrimoni
Entre el seu patrimoni cal destacar el Castell, situat en un promontori als afores del poble, a l'indret on hi havia el nucli de població antic. També cal esmentar l'església romànica de Sant Andreu del segle xii, de la qual només ha restat l'absis decorat amb mènsules. Provinents d'aquesta església, el Museu Diocesà d'Urgell (la Seu d'Urgell), conserva tres fragments de pintura mural romànica que decoraren l'absis, i que representen l'Epifania.

## Comunicacions

### Per carretera
Una sola carretera travessa el terme de València d'Àneu: la C-28, que té a la sortida nord del poble el punt quilomètric 64 (en el traçat antic, és a dir, la C-28z, el que travessa el nucli urbà: el traçat modern d'aquesta carretera deixa el poble al nord). València d'Àneu és a 2,9 quilòmetres d'Esterri d'Àneu, a 34,3 de Sort, a 40,2 de Vielha, a 74,2 de Tremp, a 86,3 de la Seu d'Urgell, a 160,2 de Lleida i a 263,4 de Barcelona.

### Mitjans de transport públics
La línia de ferrocarril més propera és a la Pobla de Segur, a 61,2 quilòmetres de distància.
València d'Àneu disposa de dues línies d'autobús. Una, la L-0776, atén el desplaçament entre València d'Àneu i Sort. Només funciona els dies lectius, i tan sols es pot fer servir si s'ha concertat prèviament, ja que està previst només exclusivament per als escolars que van a classe al cap de comarca. En tres quarts d'hora recorre els poc més de 34 km. entre les dues poblacions. En direcció a Sort surt a les 8 i 10 del matí, i procedent de la vila de Sort, arriba a València d'Àneu 10 minuts abans de les 6 de la tarda.
L'altra és la L-0777, cobreix el transport entre València d'Àneu i Tremp. Recorre els poc més de 34 km. en 1 hora 24 minuts, i té un sol cotxe diari en direcció a Tremp, que surt a les 8 del matí de València d'Àneu, i un altre procedent de Tremp, que té l'arribada oficial a València d'Àneu 6 minuts abans de 2 quarts de 4 de la tarda. Aquesta línia només actua de dilluns a divendres, sempre que no siguin festius.

## Serveis turístics
València d'Àneu disposa de dos hotels, Lo Paller o El Paller del Cisco, d'una estrella i La Morera, de tres. Caldria afegir-hi l'Hotel Bonaigua, o Els Avets, situat a la carretera C-28, a 12 km. de València d'Àneu, actualment tancats, i l'oferta existent en els pobles propers: Esterri d'Àneu, Son i Sorpe, per citar només els més propers.
Pel que fa a allotjament rural, a València d'Àneu mateix es troben Casa Campaner i Casa Sala, a part dels existents a Son i a Sorpe. Completen aquesta llista els Apartaments la Bonaigua, el restaurant Casa Felip i un bar, Casa Metó.

## Activitats culturals i festives
València d'Àneu és una de les poblacions escenari del Festival de Música Antiga dels Pirineus.
La Festa Major de València d'Àneu, i de tot el municipi d'Alt Àneu, és el segon cap de setmana de setembre.